# Acrophylla alta
Acrophylla alta (лат.) — вид палочников из рода Acrophylla семейства Настоящие палочники (Phasmatidae). Вид был описан в 2025 году. Встречается в Австралии.
Этот вид, получивший название Acrophylla alta (то есть «высокогорная акрофилла»), был обнаружен в высокогорных тропических лесах Квинсленда на горном плато Атертон (типовое местонахождение — Милла-Милла). Вид был описан учёными из Университета Джеймса Кука Россом М. Коуплендом и Ангусом Дж. Эммоттом по двум самкам. Голотип был собран Коуплендом в ноябре 2024 года, а паратип — ван Остерзее, Присом и Эммоттом в феврале 2025 года. Оба экземпляра хранятся в Музее Квинсленда.

## Описание
Этот вид палочников примечателен тем, что, возможно, является самым тяжёлым насекомым Австралии, тяжелее гигантского роющего таракана Macropanesthia rhinoceros. Одна особь весила 44 г. Этот вид отличается от других видов рода Acrophylla длиной тела 26-28 см и крупными светлыми яйцами с густой и глубокой ямкой.

## Местообитание и биология
Видовой эпитет alta («высокий») указывает на высоту, на которой этот вид встречается, — более 900 м над уровнем моря. Особи этого вида обитают в кронах очень высоких деревьев высотой от 30 до 60 м, что затрудняет их изучение. На данный момент известно только несколько особей самок. Самцы палочников, как правило, значительно мельче и визуально отличаются от самок, настолько, что в некоторых случаях пары описывались не только как разные виды, но и как совершенно разные роды. 